# Mens Sana Basketball Academy
Mens Sana Siena 1871 es la sección de baloncesto del Polisportiva Mens Sana, un club polideportivo de la ciudad de Siena, en la región de la Toscana (Italia). El club fue fundado en 1934 como Mens Sana Basket; desde 2000 hasta 2014 el club era conocido como Montepaschi de Siena, en referencia al patrocinador del club, la Banca Monte dei Paschi di Siena. Después de la quiebra en 2014 y la refundación por parte del Polisportiva Mens Sana, el nuevo equipo Mens Sana 1871 tuvo que comenzar jugando desde la Serie B (tercera división). Desde la temporada 2016/17 a la temporada 2017/18 ha competido en la Serie A2 (segunda división). En 2018 fue exluido del campeonato de Serie A2 por incumplimientos financieros. En agosto de 2019 la entidad pasó a llamarse Mens Sana Basketball Academy y actualmente compite en la Promozione, el sexto nivel del baloncesto en Italia.

## Historia
El polideportivo Mens Sana in Corpore Sano 1871 fue fundado en 1871, y está considerado el club deportivo más antiguo de Italia. Además, se considera que este club fue el primero en organizar partidos de baloncesto pocos después de 1891 cuando James Naismith inventó este deporte. La sección de baloncesto Mens Sana Basket, sin embargo, no se profesionalizó hasta 1973, cuando el equipo ascendió a la primera división de la Liga Italiana de Baloncesto por primera vez en su historia. Desde entonces el Mens Sana Basket no ha cesado de progresar y, gracias al patrocinio de la Banca Monte dei Paschi di Siena ha podido ir creciendo hasta convertirse, en los años 2000 en uno de los clubes de baloncesto más reconocidos de Italia y Europa al ganar ocho Ligas italianas, cinco Copas de Italia, una Copa Saporta y participar cuatro veces en la "Final Four" de la Euroliga.
En julio de 2014 el juez certificó la quiebra del Mens Sana Basket. Ese mismo mes un nuevo equipo, Mens Sana 1871, fue inscrito en la Serie B, el tercer nivel del básquet italiano. Finalizó primero en el grupo A y, gracias a las victorias en los playoffs y en la Final Four, logró el ascenso a la Serie A2.

## Patrocinadores
| - 1965-1971 Algor - 1971-1978 Sapori - 1978-1981 3A Antonini - 1981-1983 Sapori - 1983-1987 Parmalat-Mister Day - 1987-1990 Conad - 1990-1993 Ticino Assicurazioni - 1993-1994 Olitalia - 1994-1995 Comerson | - 1995-1996 Cx Orologi - 1996-1998 Fontanafredda Vini - 1998-2000 Ducato Gestioni - 2000-2014 MontePaschi - 2014-2015 Gecom - 2015-2017 ninguno - 2017-2018 Soundreef - 2018- ON Sharing |

## Posiciones en Liga
| Temporada | Nivel | Liga     | Pos.                 | Copa de Italia   | Competiciones europeas | Competiciones europeas | Competiciones europeas |
| --------- | ----- | -------- | -------------------- | ---------------- | ---------------------- | ---------------------- | ---------------------- |
| 2006–07   | 1     | Serie A  | 1º                   | Semifinalista    | 2 ULEB Cup             | QF                     |                        |
| 2007–08   | 1     | Serie A  | 1º                   | Cuartos de final | 1 Euroleague           | 3º                     |                        |
| 2008–09   | 1     | Serie A  | 1º                   | Campeón          | 1 Euroleague           | QF                     |                        |
| 2009–10   | 1     | Serie A  | 1º                   | Campeón          | 1 Euroleague           | T16                    |                        |
| 2010–11   | 1     | Serie A  | 1º                   | Campeón          | 1 Euroleague           | 3º                     |                        |
| 2011–12   | 1     | Serie A  | 1º                   | Campeón          | 1 Euroleague           | QF                     |                        |
| 2012–13   | 1     | Serie A  | 1º                   | Campeón          | 1 Euroleague           | T16                    |                        |
| 2013–14   | 1     | Serie A  | 2º                   | Finalista        | 1 Euroleague           | TR                     |                        |
| 2013–14   | 1     | Serie A  | 2º                   | Finalista        | 2 Eurocup              | L32                    |                        |
| 2014–15   | 3     | Serie B  | 1º                   |                  |                        |                        |                        |
| 2015–16   | 2     | Serie A2 | 5º                   |                  |                        |                        |                        |
| 2016–17   | 2     | Serie A2 | 11º                  |                  |                        |                        |                        |
| 2017–18   | 2     | Serie A2 | 11º                  |                  |                        |                        |                        |
| 2018–19   | 2     | Serie A2 | Excluido competición |                  |                        |                        |                        |

Fuente: Eurobasket.com
1. 1 2 3 4  Título revocado posteriormente

## Palmarés

### Títulos nacionales
- 8 Ligas Italianas de Baloncesto: 2004, 2007, 2008, 2009, 2010, 2011, 2012, 2013.
- 5 Copas de Italia: 2009, 2010, 2011, 2012, 2013.
- 7 Supercopas de Italia: 2004, 2007, 2008, 2009, 2010, 2011, 2013.
- 1 Serie B (baloncesto italiano): 2015

### Títulos internacionales
- 1 Copa Saporta: 2002.

## Números retirados
| Números retirados por el club |                    |           |                      |
| N.º                           | Player             | Position  | Tenure               |
| 5                             | Terrell McIntyre   | Base      | 2006–2010            |
| 9                             | Alberto Ceccherini |           | 1974-1981, 1982-1984 |
| 13                            | Rimantas Kaukėnas  | Escolta   | 2005–2009, 2010–2012 |
| 20                            | Shaun Stonerook    | Ala-Pívot | 2005–2012            |

## Jugadores históricos
| - David Andersen - Georgi Glouchkov - Romain Sato - Mario Kasun - Vladimir Boisa - Nebojša Joksimović - Uroš Slokar - Viktor Sanikidze - Efthimios Rentzias - Nikos Zisis - Kristjan Kangur - David Vanterpool - Pietro Aradori - Emiliano Busca - Marco Carraretto - Alberto Ceccherini - Roberto Chiacig - Luigi Datome - Sandro Dell'Agnello - Giacomo Galanda - Ferdinando Gentile - Denis Marconato - Marco Mordente - Andrea Pecile - Davide Pessina - Stefano Vidili - Luca Vitali | - Rimantas Kaukenas - Kšyštof Lavrinovič - Jonas Mačiulis - Mindaugas Žukauskas - Vlado Ilievski - Petar Naumoski - Jeleel Akindele - Benjamin Eze - Marko Jarić - Igor Rakočević - Milovan Raković - Milenko Topić - Mirsad Türkcan - Dušan Vukčević - Wendell Alexis - Lonny Baxter - Bobby Brown - Dallas Comegys - Chris Corchiani - Joe Crispin - Darren Daye - Drake Diener - Henry Domercant - Brian Evans - Alphonso Ford - Sylvester Gray - Erick Green - Daniel Hackett | - Malik Hairston - David Hawkins - Marquez Haynes - Othello Hunter - Matt Janning - Carl Johnson - Gerard King - Lemone Lampley - Travis Mays - Bo McCalebb - Arriel McDonald - Terrell McIntyre - Keith McLeod - Larry Middleton - David Moss - Carlton Myers - Spencer Nelson - Jimmy Oliver - Tomas Ress - Ron Rowan - Shaun Stonerook - DaJuan Summers - Jamel Thomas - Marvis Thornton - John Turner - Mike Wilks - Shammond Williams |

## Entrenadores históricos
- Ezio Cardaioli, Valerio Bianchini, Cesare Pancotto, Phil Melillo, Luca Dalmonte, Dodo Rusconi, Fabrizio Frates, Ergin Ataman, Carlo Recalcati y Simone Pianigiani.